# خوزه جانسا
خوزه جانسا (انگلیسی: José Juncosa; ۲ فوریهٔ ۱۹۲۲ – ۳۱ اکتبر ۲۰۰۳) بازیکن فوتبال اهل اسپانیا بود.
از باشگاه‌هایی که در آن بازی کرده‌است می‌توان به باشگاه فوتبال اسپانیول و باشگاه فوتبال اتلتیکو مادرید اشاره کرد.
وی همچنین در تیم ملی فوتبال اسپانیا بازی کرده‌است.